# You Can't Take It with You
You Can't Take It with You là một phim hài do Frank Capra đạo diễn, phỏng theo vở kịch cùng tên đã đoạt giải Pulitzer của George S. Kaufman và Moss Hart. Phim này do hãng Columbia Pictures sản xuất năm 1938. Các diễn viên chính James Stewart, Jean Arthur, Lionel Barrymore và Edward Arnold.
Phim được đề cử Oscar trong 7 hạng mục và đoạt được hai: giải Oscar cho phim hay nhất và giải Oscar cho đạo diễn xuất sắc nhất (Frank Capra). Đây là giải Oscar thứ ba mà Frank Capra đoạt được trong vòng 5 năm, sau It Happened One Night năm 1934 và Mr. Deeds Goes to Town năm 1936. Đây cũng là phim có đứng đầu bảng xếp hạng doanh thu trong năm. 

## Nội dung
Alice (Jean Arthur) - người tương đối bình thường trong gia đình lập dị Sycamore - yêu Tony Kirby (James Stewart). Người cha chủ ngân hàng giàu có của Tony, Anthony P. Kirby (Edward Arnold) và người mẹ có tính trưởng giả học làm sang (Mary Forbes), phản đối quyết liệt cuộc hôn nhân này. Khi gia đình Kirby được mời ăn cơm để làm quen với gia đình thông gia tương lai, thì mọi sự đã diễn ra trái với mọi hy vọng của Alice và Tony.

## Diễn viên
- Jean Arthur - vai Alice Sycamore
- Lionel Barrymore - vai Grandpa Martin Vanderhof
- James Stewart - vai Tony Kirby
- Edward Arnold - vai Anthony P. Kirby
- Mischa Auer - vai Boris Kolenkhov
- Ann Miller - vai Essie Carmichael

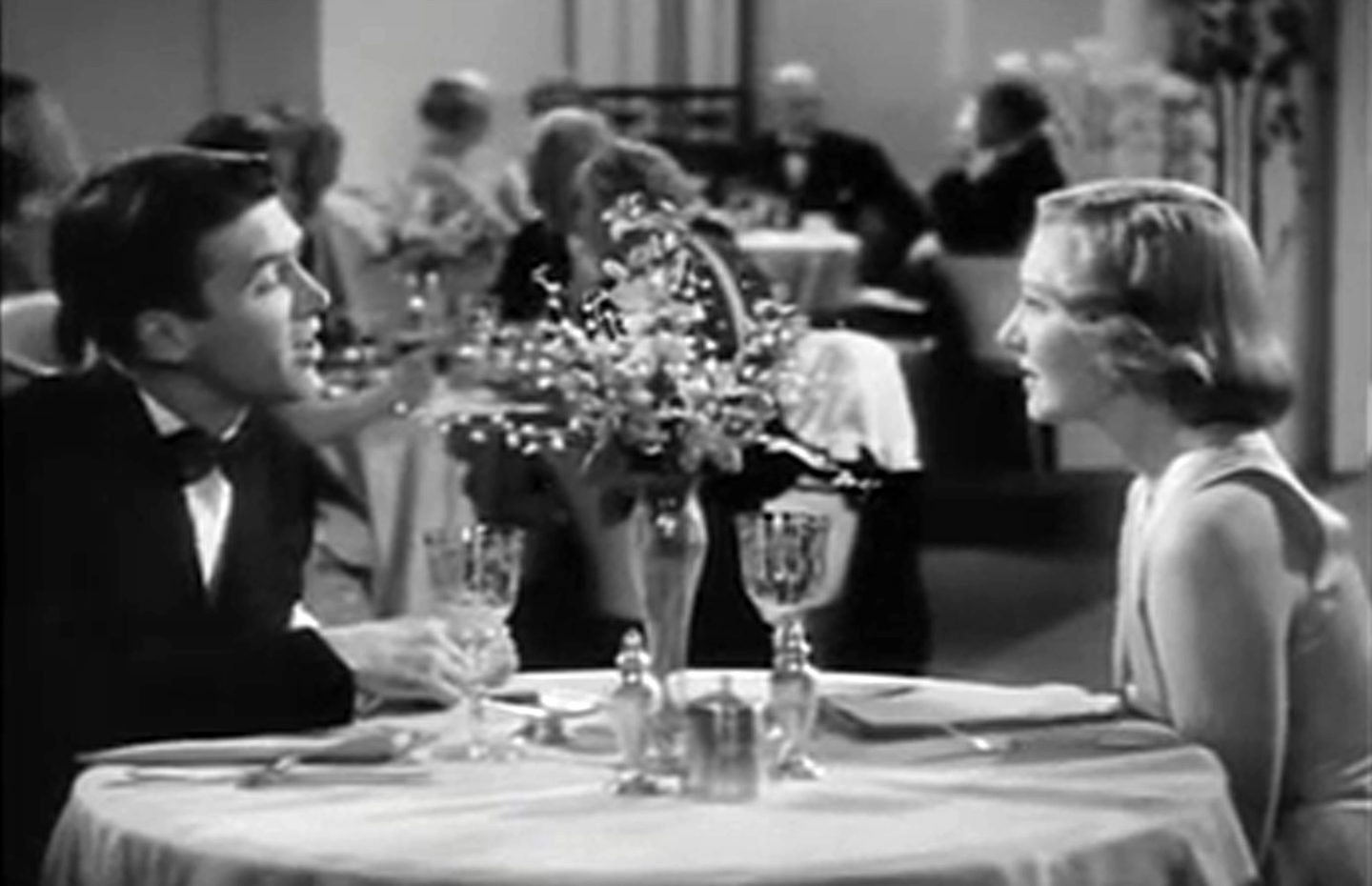
James Stewart và Jean Arthur.

- Spring Byington - vai Penny Sycamore
- Samuel S. Hinds - vai Paul Sycamore
- Donald Meek - vai Poppins
- H. B. Warner - vai Ramsey
- Halliwell Hobbes - vai DePinna
- Dub Taylor - vai Ed Carmichael
- Mary Forbes - vai Bà Anthony P. Kirby
- Lillian Yarbo - vai Rheba
- Eddie Anderson - vai Donald
- Charles Lane - vai Wilbur G. Henderson, quản lý IRS

## Giải thưởng

### Giải Oscar
- Phim hay nhất
- Đạo diễn xuất sắc nhất - Frank Capra.

Đề cử
- Nữ phụ xuất sắc nhất - Spring Byington
- Kịch bản chuyển thể hay nhất - Robert Riskin
- Quay phim xuất sắc nhất - Joseph Walker
- Biên tập - Gene Havlick
- Âm thanh - John P. Livadary